# Villa Bagel

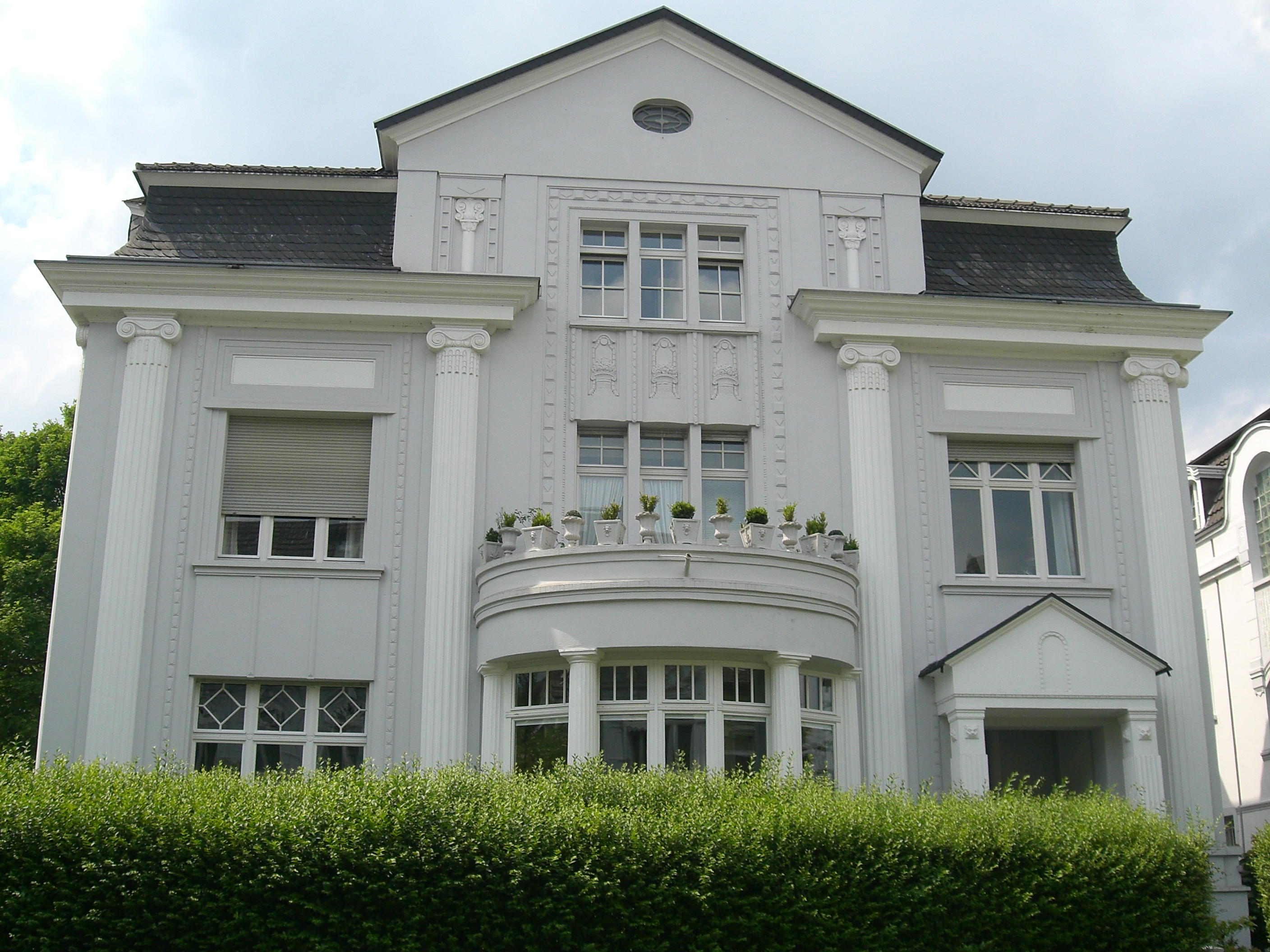
Villa Bagel in Mülheim an der Ruhr

Die Villa Bagel ist eine Unternehmervilla in Mülheim an der Ruhr. Sie wurde in den Jahren 1910 bis 1912 von dem Architekten Franz Hagen für den Mülheimer Verleger und Druckereibesitzer Julius Bagel junior geplant und errichtet.
Das repräsentative Gebäude liegt an der Friedrichstraße, im Volksmund auch als „Straße der Millionäre“ bezeichnet.